# 柯洛4b
柯洛4b(最初也被称为柯洛-系外行星-4b)是一颗系外行星，其母星为柯洛4。该行星可能运行于同步轨道上，即其公转周期等于中央恒星的自转周期。2008年，它由法国主持的柯洛计划所发现。